# Pommerse Bocht

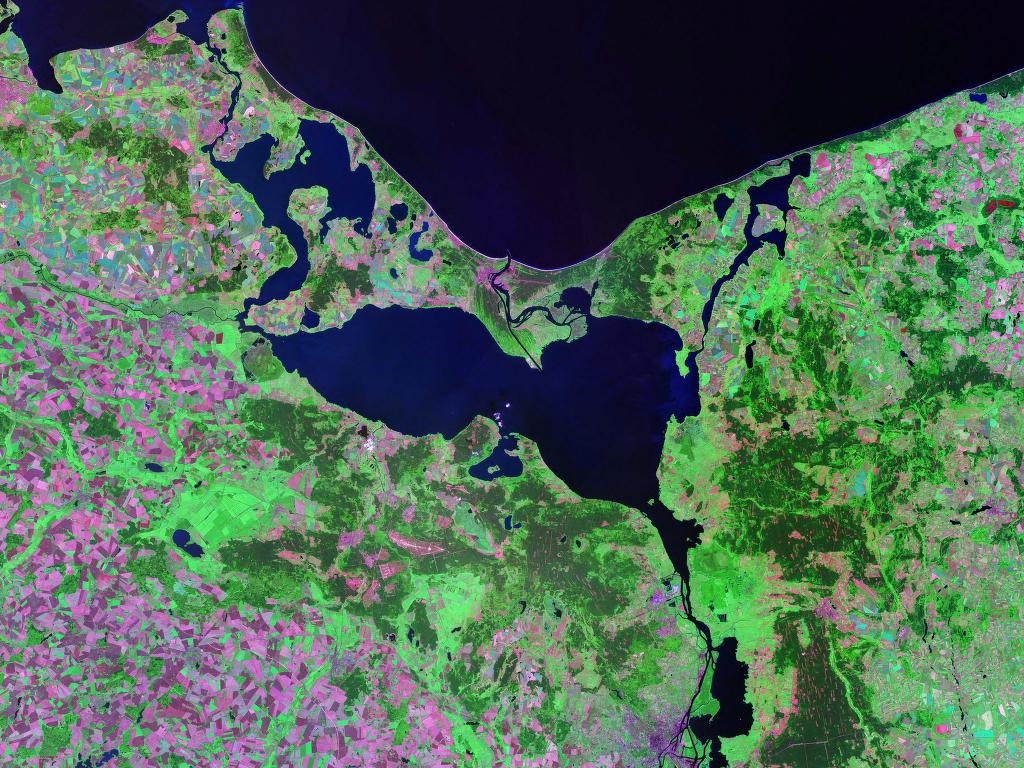
Satellietfoto van de Pommerse Bocht en het Oderhaf.

De Pommerse Bocht (Pools: Zatoka Pomorska, Duits: Pommersche Bucht) is de baai ten noorden van de Poolse stad Szczecin (vroeger Stettin) waar onder meer de rivier de Oder uitmondt. De baai ligt in het zuidwesten van de Oostzee. De Pommerse Bocht wordt in het westen begrensd door het eiland Rügen en in het noorden door het Deense eiland Bornholm.
De Pommerse Bocht dankt zijn naam aan de landstreek Pommeren ten zuiden van de baai. De Pommerse Bocht is door de eilanden Usedom en Wollin gescheiden van het Oderhaf en de monding van de rivier de Oder. Tussen het Oderhaf en de Pommerse Bocht liggen drie zeearmen: de Dziwna, de Świna en de Peenestrom.
Op het diepste punt is de Pommerse Bocht 20 meter diep. Het zoutgehalte bedraagt ongeveer 8 promille.
De belangrijkste havens zijn:
- Świnoujście (vroeger Swinemünde) en
- Dziwnów.